# 歷代寶案

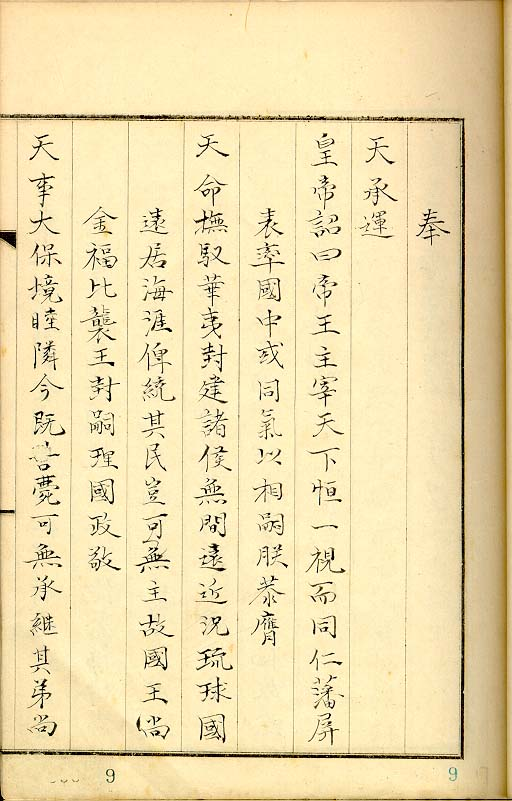
《歷代寶案》記載琉球國與週邊國家來往文書

《歷代寶案》（琉球語：／  ?）本是琉球國的首里王府的外交文件，後經琉球王室委由當地學者加以整編編纂而成，為一部琉球漢文文獻。全書有262卷、目錄4卷及別集4卷，現存242卷、目錄4卷及別集4卷。
《歷代寶案》是1424年至1867年間共計443年的外交文件，以漢字、漢文書寫，共分為三大部，前半段共記載14世紀至17世紀期間琉球國與古中國及其週邊國家如日本、暹羅（現在的泰國）、土耳其、马六甲王国、蘇門答臘、爪哇等國的外交貿易往來書信。17世紀初，因受日本江戶幕府控制，該往來外交文件漸少；不過《歷代寶案》仍繼續編纂匯集後半部，直至琉球國覆滅為止。
1609年，為了害怕入侵琉球的日本薩摩藩毀損《歷代寶案》，加上火災焚燬《歷代寶案》正本的教訓，琉球國不但繼續編纂該書，還秘密手抄全書內文數份，藏放該國多處。其中詳細記載琉球國歷史的最完整的《歷代寶案》手抄本，1940年代間，輾轉流於台北帝國大學（今國立台灣大學）。

## 緣由與背景
琉球與中國之外交往來，始於1372年：當時琉球國王為中山王察度，他派遣其弟泰期出使中國明朝，并建立了朝贡关系；從此以後，琉球大約每二年與中國進行一次朝貢貿易，與中國建立淵遠流長的深厚關係。琉球國與中國之間的朝貢關係，除了向中國示好及減少可能發生的糾紛之外，作为中国的附庸国對琉球國其實有其經濟利益。也就在此經濟利益考量下，琉球国不但堅持頻繁性的朝貢，還尊用中国的年号，使用汉字作为文书，派学生和使节到中国学习文化，也可像朝鲜、越南等其他朝贡国一样保持了自己的独立性。
14世紀到16世紀中葉的這兩百多年中，因為中國對外交通採納貢制度，只有上貢天朝的船隻才能合法停靠中國港口。琉球國王派遣該國貿易船隊收集熱帶貨物，再由該國那霸港口轉口到中、日、朝鮮三國，由此獲得龐大貿易利益，琉球史家稱這段時期為「大交易時代」。1549年中國寧波港內由於日商間的內鬨騷動，中日間的貿易為之中斷，也造成琉球貿易的沒落。最後，琉球貿易的地位與功能被非法的日本海盜與後來的葡、西、荷所取代。
1609年，薩摩藩勢力军事入侵琉球，琉球全境被日本下属的萨摩藩所控制。但是一直到1874年琉球国被日本劃為所謂的「琉球藩」，琉球與中國的朝贡關係并未中斷。从寶案文件顯示，薩摩藩之所以不废除琉球国，并允许处于全面控制下的琉球國繼續朝貢，是因为貪圖琉球從中國朝貢貿易所得的经济利益。
琉球在這麼長時間與中國、朝鮮、日本、東南亞八國的貿易過程中，自然會有官方的互來文書。此外交文書之底稿（琉球發給他國的外交文書正本已被送給中國、日本或其他收受國）以及來自中國皇帝收到的詔諭等，原本被藏於琉球首里城的正殿，同時有手抄副本保存於首里城附近的天妃宮。因為藏於正殿的正本曾被燒毀，琉球國王及相關朝臣深恐天妃宮的副本未來毀損或散失，因此萌起了編輯這些外交文書檔案之議。
因為這批文書是琉球國王王府行政與經濟貿易上無比重要的文件，因此編輯成冊後，編輯與琉球國各朝臣決定名之為「寶案」。而寶案其實就是指「相當貴重的歷史文獻資料」。
1609年之後，由於害怕日本薩摩藩毀損其史，該手抄史書的活動不但趨於低調，還分別製作數份手抄本。據1992年知名琉球史研究學者小葉田淳與琉球當地教育單位的蒐集與採證，發現《歷代寶案》抄本共達六版本之多。

## 編纂過程與冊別
該書依編纂過程約分為三大冊。其中第一冊於1697年完成編寫。史載年代為1424年至1696年，撰寫方式是依來往外交文書之原形式書寫，並依來往國別整理（分為中國、日本（薩摩）、朝鮮、暹羅、爪哇（滿者伯夷王朝）等國）。
第二冊開始整理於1729年，並於之後持續整理到1858年。該冊記載時間根據為1697年－1858年的所有琉球國官方文書。此冊的編輯方式不同第一冊，是採依年代時間先後順序排列。
至於第三冊則是接續第二冊，收錄1859年至1867年的所有公文書，其編排方式也同第二冊，為年代時間先後順序的編年史。

## 手抄本
經過增修，該書主要原稿涵蓋琉球史實年代起自1424年（琉球國王尚巴志3年、中國明朝永樂22年），迄於1867年（琉球國王尚泰20年、中國清朝同治6年），前後計444年。
1868年日本明治政府成立，該政府正式將琉球視為己國領土，琉球王府形同崩潰。也因此，琉球國王府主導的《歷代寶案》撰寫工作不但停止，也將其該寶案正本移至位於日本東京的內務省收藏，另外，民間手抄本則輾轉放置於沖繩圖書館。1923年，該寶案的王府正本於關東大地震中燬於火災。而沖繩圖書館的多版手抄本也未加以整理。
1935年4月，臺北帝國大學（今國立臺灣大學）副教授小葉田淳為了撰寫教授論文至沖繩圖書館蒐集資料。
他除了詳加引用《歷史寶案》外，也委由久場政盛抄寫整理放置沖繩圖書館中，多版本但失散欠缺保管的《歷代寶案》。1940年，久場政盛以五年時間抄寫整理的《歷代寶案》共249冊全數完工，並交由小葉氏帶回臺北帝國大學。久場政盛整理後的此《歷代寶案》完全依此古書漢文樣臨摹，該抄本為該書各種晒藍本與手抄副本中，最為完整且原件原貌的一部。
除了放置於臺北帝國大學的此部抄本外，1945年的沖繩戰役展開前夕，為安全計，保留原稿的沖繩縣立圖書館將其「歷代寶案」遷移到沖繩本島北部的山中，不久，燬於該戰役的美日交戰戰火中。
1972年，臺灣大學將其收藏的該繕本交由臺灣開明書局印行千套之外，也將其兩套贈送沖繩縣。經過十數年的籌組補強，1988年4月，沖繩縣特別設置「《歷代寶案》編集委員會」。該委員會除了依照台灣大學的所贈原藏抄本重新編纂該寶案外，也廣收其他僥倖留存的手抄本等各版本，並集中校注補遺且分冊分年刊行。
1991年開始刊行的新版《歷史寶案》日文校訂本共15冊。另外還有譯注本15冊及12冊的英譯本。

## 歷代寶案中的台琉關係

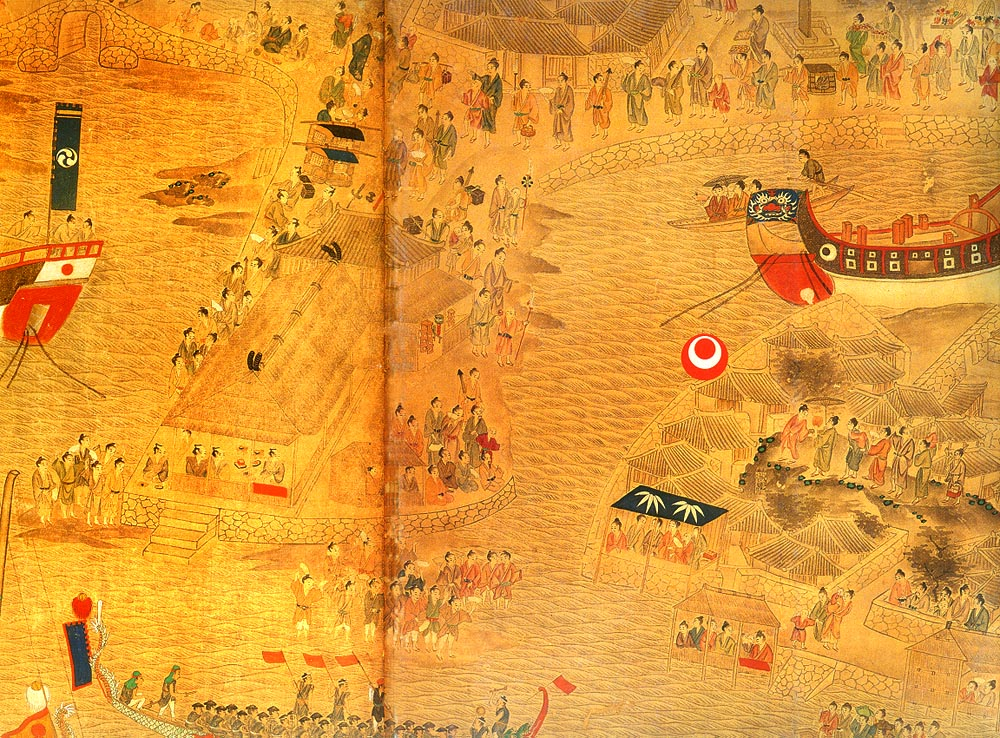
琉球的小船

1870年代日本明治政府曾藉口琉球難民在台灣八瑤灣被害的八瑤灣事件而出兵台灣，之後並引起大規模的中日爭戰，史稱牡丹社事件。事實上，從該寶案敘述得知，歷史上琉球船隻遭風漂到台灣的事件是經常發生的。除了風向，候汛，及該地區颱風多之外，琉球船隻小巧是相當重要一環。另外據該史史載，絕大部分因為船難來到台灣的琉球民眾，都獲得當地人的妥善救助和撫恤。
《歷代寶案》記載的首次琉球船隻漂往台灣的實例出現於1720年。該書記載，發生於該年十月間發生的那次六人船難，造成兩個琉球人餓死，另外四人則於在台灣淡水被台灣平埔族住民救助上岸。原文為：
- 難番同船六人，名前間、仲治、宇志、也德、真座、白間。于歸年（指1720年）於北山永郎部開船往中山採取木料，舟行半海陡遇颶風，帆舵俱失，船已破壞洋中，死前間一名，其餘飄流亡至台灣淡水地方，又餓死真座一名，更仲治等四人淹淹待斃。幸淡水番社救活具報解救。

這些獲救的難民後來被送往福州，在那裡受到撫恤安頓後搭船返回母國。
在此琉球王朝檔案裡，類似這樣的記載相當多。除此，再將《歷代寶案》、《清代中琉關係檔案選編》及台灣的《宮中檔乾隆朝奏折》做一交叉比對和整理，發現1720年到1894年的台灣清治時期，前前後後的175年間，該地區共有64起這類事件發生，平均每2年就有1起。而這些琉球難民，通常都會得到台灣當地人救助和撫恤。這些琉球難民不管在哪裡被搶救上岸，首先要由地方官府撫恤安頓，再配船內渡，最後由福州遣送回國。

## 卷目
| 卷       | 内容             | 起讫                                           | 备注                                             |
| -------- | ---------------- | ---------------------------------------------- | ------------------------------------------------ |
| 卷一     | 诏敕             | 起永乐二十二年，讫康熙九年                     |                                                  |
| 卷二     |                  | 起弘治七年，讫崇祯十七年                       |                                                  |
| 卷三     |                  | 起顺治四年，讫康熙三十二年                     |                                                  |
| 卷四     | 礼部咨文         | 起宣德二年，讫崇祯十三年                       |                                                  |
| 卷五     |                  | 起顺治六年，讫康熙八年                         |                                                  |
| 卷六     |                  | 起顺治十一年，讫康熙十年                       |                                                  |
| 卷七     |                  | 起康熙十三年，讫康熙三十四年                   |                                                  |
| 卷八     | 福建布政司等咨   | 起成化十五年，讫天启七年                       |                                                  |
| 卷九     |                  | 起崇祯元年，讫崇祯十二年                       |                                                  |
| 卷十     |                  | 起康熙十一年，讫康熙二十四年                   |                                                  |
| 卷十一   |                  | 起康熙二十五年，讫康熙三十六年                 |                                                  |
| 卷十二   | 表奏             | 起洪熙元年，讫嘉靖二十二年                     |                                                  |
| 卷十三   |                  | 起万历六年，讫崇祯十七年                       |                                                  |
| 卷十四   |                  | 起顺治六年，讫康熙十九年                       |                                                  |
| 卷十五   |                  | 起康熙二十一，讫康熙三十五年                   |                                                  |
| 卷十六   | 国王咨           | 起洪熙元年，讫宣德十年                         |                                                  |
| 卷十七   |                  | 起正统元年，讫成化十五年                       |                                                  |
| 卷十八   |                  | 起成化十七年，讫天启七年                       |                                                  |
| 卷十九   |                  | 起崇祯三年，讫崇祯八年                         |                                                  |
| 卷二十   |                  | 起崇祯九年，讫崇祯十七年                       |                                                  |
| 卷二十一 |                  | 起顺治六年，讫康熙十九年                       |                                                  |
| 卷二十二 |                  | 起康熙二十一年，讫康熙三十五年                 |                                                  |
| 卷二十三 | 符文             | 起宣德元年，讫成化二十三年                     |                                                  |
| 卷二十四 |                  | 起弘治二年，讫弘治十七年                       |                                                  |
| 卷二十五 |                  | 起正德元年，讫嘉靖四十六年                     |                                                  |
| 卷二十六 |                  | 起隆庆二年，讫崇祯十七年                       |                                                  |
| 卷二十七 |                  | 起顺治十年，讫康熙三十五年                     |                                                  |
| 卷二十八 | 执照             | 起宣德元年，讫弘治十七年                       |                                                  |
| 卷二十九 |                  | 起正德元年，讫嘉靖二十年                       |                                                  |
| 卷三十   |                  | 起嘉靖二十一年，讫嘉靖四十六年                 |                                                  |
| 卷三十一 |                  | 起隆庆二年，讫万历二十年                       |                                                  |
| 卷三十二 |                  | 起万历二十一年，讫天启七年                     |                                                  |
| 卷三十三 |                  | 起崇祯二年，讫崇祯十七年                       |                                                  |
| 卷三十四 |                  | 起顺治六年，讫康熙十九年                       |                                                  |
| 卷三十五 |                  | 起康熙二十一年，讫康熙三十五年                 |                                                  |
| 卷三十六 | 弘光文稿         | 诏咨执照，弘光元年                             |                                                  |
| 卷三十七 | 隆武文稿         | 诏咨、表奏、符文、执照，起隆武元年，讫隆武五年 |                                                  |
| 卷三十八 | 鲁王文稿         |                                                | 阙                                               |
| 卷三十九 | 回咨             | 起宣德五年，讫崇祯七年                         | 琉球与暹罗、朝鲜、满加剌等国往来文书。           |
| 卷四十   | 移 咨            | 起洪熙元年，讫正统七年                         | 琉球与暹罗、爪哇、朝鲜等国往来文书。             |
| 卷四十一 |                  | 起天顺七年，讫崇祯十一年                       | 琉球与满加剌、暹罗、苏门答腊、朝鲜等国往来文书。 |
| 卷四十二 | 移 执照          | 起宣德三年，讫隆庆四年                         |                                                  |
| 卷四十三 | 山南王并怀机文稿 | 起洪熙元年，讫正统五年                         |                                                  |
| 卷四十四 | 琉球录           | 萧崇业、谢杰                                   |                                                  |
| 卷四十五 |                  | 萧崇业、谢杰                                   |                                                  |
| 卷四十六 |                  | 夏子阳、王士祯                                 |                                                  |
| 卷四十七 |                  | 夏子阳、王士祯                                 |                                                  |
| 卷四十八 |                  | 杜三策、杨掄                                   |                                                  |
| 卷四十九 |                  | 张学礼、王垓                                   |                                                  |

## 外部連結
- 國立臺灣大學圖書館的歷代寶案簡介 （页面存档备份，存于）
- 小葉田淳教授：歷代寶案—琉球外交文書
- 國立臺灣大學圖書館所藏歷代寶案抄本封面 （页面存档备份，存于）
- 中國的百年藩屬國 ▶ 琉球為什麼會變成日本的? （页面存档备份，存于）